# Elecciones generales de Perú de 1995
Las elecciones generales de Perú de 1995 se realizaron el domingo 9 de abril de ese mismo año. Se renovó totalmente el Poder Ejecutivo y el Poder Legislativo del Perú.
En estas elecciones, Alberto Fujimori logra su segundo mandato consecutivo para la presidencia del Perú, siendo elegido en primera vuelta y venciendo a Javier Pérez de Cuéllar, candidato de Unión por el Perú. Posteriormente tras la caída del gobierno fujimorista, se descubrió que Vladimiro Montesinos, asesor presidencial de Fujimori, realizó espionaje telefónico a los miembros de la oposición, entre ellos a Pérez de Cuéllar, para asegurar la reelección de Fujimori. Asimismo, la oposición denunciaba las maniobras del gobierno para dar triunfo a la reelección de Fujimori, todo esto realizado desde el Servicio de Inteligencia Nacional del Perú (SIN).

## Antecedentes
Tras la guerra con el Ecuador, Alberto Fujimori se postuló nuevamente para la presidencia del Perú. Ésto ya se venía anunciando por congresistas fujimoristas desde el año 1992. Sin embargo, miembros de la oposición rechazó la reelección de Fujimori y comenzaron a realizar planes para presentar a un candidato propio que derrotara a Fujimori.
En el año 1994, Javier Pérez de Cuéllar, reconocido diplomático peruano y exsecretario de la Organización de las Naciones Unidas (ONU), manifestó en una entrevista que planeaba postular a la presidencia del Perú con un movimiento independiente. Días posteriores, Pérez de Cuéllar emigró al Perú y fundó el partido político Unión por el Perú.
El Partido Popular Cristiano planteó postular a la entonces congresista Lourdes Flores Nano. Sin embargo, el PPC terminó declinando la candidatura de Flores tras no aparecer en las encuestas y optaron por apoyar a Pérez de Cuéllar. Asimismo, el Partido Aprista Peruano, Acción Popular, Izquierda Unida, el Movimiento Cívico Nacional OBRAS, Coordinadora Democrática, el Frenatraca y el Frente Popular Agrícola FIA del Perú, todos estos opositores a Fujimori, decidieron ir con candidatos propios tras no llegar a acuerdos para apoyar a Pérez de Cuéllar.

## Sistema electoral
El presidente es elegido mediante el sistema de dos vueltas. Los dos candidatos más votados pasan a una segunda vuelta electoral, solo en caso el candidato más votado obtenga el 50% será presidente sin necesidad de segunda vuelta. Quien saque más votos de los dos candidatos ganará las elecciones.
Con la eliminación de la Senado y la Cámara de Diputados, el Congreso de la República pasa a ser a una sola Cámara con el sistema unicameral. 
Se eligen a 120 miembros correspondientes a un distrito nacional único.

## Partidos y candidatos
Fueron 14 candidatos que se presentaron para estas elecciones:
| Partido/Coalición | Partido/Coalición                               | Candidato Presidencial  | Candidato Presidencial                 | 1º Vicepresidente              | 2º Vicepresidente              |
| Partido/Coalición | Partido/Coalición                               | Foto                    | Nombre                                 | 1º Vicepresidente              | 2º Vicepresidente              |
| ----------------- | ----------------------------------------------- | ----------------------- | -------------------------------------- | ------------------------------ | ------------------------------ |
|                   | Cambio 90 - Nueva Mayoría                       | Alberto Fujimori        | Alberto Fujimori (56 años)             | Ricardo Márquez Flores         | César Paredes Canto            |
|                   | Unión por el Perú                               | Javier Pérez de Cuéllar | Javier Pérez de Cuéllar (75 años)      | Graciela Fernández-Baca        | Guido Pennano                  |
|                   | Partido Aprista Peruano                         | Mercedes Cabanillas     | Mercedes Cabanillas (47 años)          | Jorge Lozada Stanbury          | Alejandro Santa María Silva    |
|                   | Movimiento Cívico Nacional OBRAS                | Ricardo Belmont         | Ricardo Belmont (49 años)              | Máximo San Román               | Juan Avendaño Valdez           |
|                   | Acción Popular                                  | Raúl Diez-Canseco Terry | Raúl Diez-Canseco Terry (47 años)      | Juan Incháustegui              | Edmundo del Águila Morote      |
|                   | Izquierda Unida                                 |                         | Agustín Haya de la Torre (46 años)     | Maximiliano Cárdenas Díaz      | No tiene                       |
|                   | Perú al 2000 / Frenatraca                       |                         | Luis Cáceres Velásquez (64 años)       | María Flores Lozano de Marque  | Ricardo González Cortez        |
|                   | Frente Popular Agrícola FIA del Perú            |                         | Ezequiel Ataucusi (77 años)            | Jeremías Ortiz Arcos           | Luis Alberto Sánchez Alvarado  |
|                   | CODE - País Posible                             | Alejandro Toledo        | Alejandro Toledo (49 años)             | Óscar Bravo Villaran           | Elena Delgado Béjar de Orsos   |
|                   | Movimiento Independiente Nuevo Perú             |                         | Sixtilio Dalmau León-Velarde (38 años) | Emma Monge Alduradin           | Juan Llerena Arias             |
|                   | Partido Reformista del Perú                     |                         | Víctor Echegaray Pintado (51 años)     | Jaime Manuel Ridoutt Rodríguez | Gregorio Cama Pajsi            |
|                   | Alternativa Perú Puma                           |                         | Edmundo Inga Garay (49 años)           | Alcibiades Arce Gonzales       | Carmela Pajuelo Maguiña        |
|                   | Paz y Desarrollo                                |                         | Miguel Campos Arredondo (55 años)      | Luis Palacios Reyes            | Angélica Teresa Gonzalez Cutys |
|                   | Frente Independiente de Reconciliación Nacional |                         | Carlos Cruz Garay (58 años)            | José Gil Arbildo               | Vilma Bastiabd Valverde        |

## Encuestas
| Encuestadora | Fecha  | Alberto Fujimori | Javier Pérez de Cuéllar | Alejandro Toledo | Mercedes Cabanillas | Ricardo Belmont |
| Datum        | Abr-95 | 54.7%            | 19.1%                   | 4%               | -                   | -               |
| CPI          | Abr-95 | 58.4%            | 23.6%                   | -                | 5.9%                | -               |
| Apoyo S.A.   | Abr-95 | 45%              | 25%                     | -                | -                   | -               |
| Imasen       | Abr-95 | 47%              | 21.5%                   | -                | -                   | 7.2%            |

## Resultados

### Elecciones presidenciales

#### Primera vuelta
Alberto Fujimori logró nuevamente la presidencia del Perú, y obtuvo mayoría absoluta en el Congreso. Se impuso en la primera vuelta con el 53% de los votos emitidos y el 64,43% de los votos válidos.
|  | 64,42 % |

|  | 21,81 % |

|  | 4,11 % |

|  | 3,03 % |

|  | 2,04 % |

|  | 1,07 % |

|  | 0,08 % |

|  | 0,06 % |

|  | 0,03 % |

|  | 0,01 % |

|  | 0,01 % |

|  | 0,01 % |

|  | 0,01 % |

|  | 0,01 % |

### Elecciones parlamentarias
|  | 52.10 % |

|  | 14.00 % |

|  | 6.53 % |

|  | 4,89 % |

|  | 4,15 % |

|  | 3,34 % |

|  | 3,09 % |

|  | 2,98 % |

|  | 2,00 % |

|  | 1,88 % |

|  | 1,08 % |

|  | 1,07 % |

|  | 0,79 % |

|  | 2,12 % |

|  | 53.11 % |

|  | 6.11 % |

|  | 40.78 % |

|  | 100 % |